# Lost in Japan
«Lost in Japan» –en español: Perdido en Japón– es una canción grabada por el cantante y compositor canadiense Shawn Mendes. Fue escrita por Mendes, Scott Harris, Nate Mercereau y Teddy Geiger, con producción manejada por Mendes, Mercereau, Geiger y Louis Bell. La canción fue lanzada por Island Records el 23 de marzo de 2018, como segundo sencillo de su tercer álbum de estudio, Shawn Mendes (2018).

## Lanzamiento
El título de la canción se vio por primera vez en el fondo de los posts de Instagram de Mendes cuando grababa el álbum en Jamaica.
Esto llevó a especulaciones sobre la posibilidad de que Mendes lanzara dos sencillos, de ahí las dos fechas en un teaser anterior. Anunció la canción pocas horas después del lanzamiento de "In My Blood", escribiendo en Twitter: "Quería darles otra canción".

## Composición
"Lost in Japan" es una canción "dirigida por el funk" con "cuerdas funky y bajo de conducción" que recuerda a Justin Timberlake. Durante las entrevistas, Mendes explicó que se inspiró en todas las canciones de Timberlake que escuchaba en ese momento, especialmente Justified - y un sueño. "Soñé que estaba perdido en este país y me desperté al día siguiente y tuvimos una parte genial de piano y la canción nació." Lars Brandle de Billboard escribió que la canción "se abre con un sutil hechizo de piano y luego cambia de marcha con un sonido grave de bajo y groove". Se transformó de "un número lento, piano-conducido" en "una canción de amor apasionada, gancho-cargada", según Robyn Collins de CBS Radio.

## Recepción crítica
Mike Nied de Idolator consideraba la canción "atmosférica" como "otro bop de oro macizo", elogiando su capacidad "de presentar una nueva versión más madura de la superestrella". Sam Damshenas de Gay Times opinó que la canción "muestra un lado más salado y funky" de Mendes. Jordan Sargent de Spin elogió el tema, considerándolo "música pop notablemente bien hecha" y "refrescantemente espaciosa", a pesar de ser ambivalente hacia su anterior sencillo "In My Blood".

## Créditos y personal
Créditos adoptados de Tidal.
- Shawn Mendes - composición, producción, voz, voces de fondo, guitarra
- Scott Harris - composición, guitarra
- Nate Mercereau - composición, producción, teclado, bajo, guitarra, percusión, piano
- Teddy Geiger - composición, producción, voces de fondo, batería, guitarra, percusión, programación
- Louis Bell - producción
- Harry Burr - asistencia de mezcla
- Andrew Maury - mezcla

## Posicionamiento
| Lista (2018)                                | Mejor posición |
| ------------------------------------------- | -------------- |
| Australia (ARIA)                            | 27             |
| Austria (Ö3 Austria Top 40)                 | 26             |
| Bélgica (Flandes) (Ultratip Bubbling Under) | 15             |
| Colombia (National Report)                  | 64             |
| Canadá (Canadian Hot 100)                   | 39             |
| Alemania (Media Control AG)                 | 69             |
| Hungría (Rádiós Top 40)                     | 2              |
| Hungría (Rádiós Top 40)                     | 9              |
| Irlanda (IRMA)                              | 35             |
| Italia (FIMI)                               | 67             |
| México Airplay (Billboard)                  | 4              |
| Países Bajos (Mega Single Top 100)          | 45             |
| New Zealand Heatseekers (RMNZ)              | 1              |
| República Checa (Rádio Top 100)             | 23             |
| Escocia (Scottish Singles Sales Chart)      | 21             |
| Suecia (Sverigetopplistan)                  | 55             |
| Suiza (Schweizer Hitparade)                 | 23             |
| Reino Unido (UK Singles Chart)              | 30             |
| Estados Unidos (Billboard Hot 100)          | 64             |

## Certificaciones
| País   | Organismo certificador | Certificación | Ventas certificadas | Ref.   |
| ------ | ---------------------- | ------------- | ------------------- | ------ |
| México | AMPROFON               | Platino       | 60,000              | [ 32 ] |